# Eurytoma seminigrifemur
Eurytoma seminigrifemur är en stekelart som beskrevs av Girault 1935. Eurytoma seminigrifemur ingår i släktet Eurytoma och familjen kragglanssteklar. Inga underarter finns listade i Catalogue of Life.